# Rafael Leitoa
Rafael de Brito Sousa, (Teresina, 22 de abril de 1982) é um engenheiro e político brasileiro, filiado ao Partido Socialista Brasileiro (PSB).
Eleito 3 vezes deputado estadual do Maranhão, está cumprindo o terceiro mandato (2022-2026).

## Biografia
Iniciou sua vida política como militante da Juventude Socialista do PDT (JSPDT).
Em 2014, foi eleito deputado estadual pelo PDT. Apoiou Flávio Dino.
Em 2024, foi eleito prefeito de Timon.
É casado com Gisele Lima Bezerra, e tem três filhos. É sobrinho de Chico Leitoa e primo de Luciano Leitoa, ex-prefeitos de Timon.